# Das Gold von Texas
Das Gold von Texas (alternative Titel: Goldgier und Der unerbittliche Texaner) ist der deutsche Titel eines US-amerikanischen Westerns aus dem Jahre 1934 mit John Wayne in der Hauptrolle. Entstanden ist der Film an Drehorten im US-Bundesstaat Kalifornien. Die Uraufführung fand am 22. Januar 1934 in den USA statt.

## Handlung
Jerry Mason erfüllt den letzten Wunsch seines verstorbenen Vaters und sucht Jake Benson auf, den er auf seiner Farm unterstützen soll. Gemeinsam betreiben sie eine Hufschmiede. Als sie eines Tages einen festgetretenen Stein aus dem Huf eines Goldgräberpferdes entfernen, entdecken sie darin Gold. Sie machen sich auf die Suche und stoßen bald auf eine ertragreiche Goldader. In der Stadt verkaufen sie das Gold unter größtmöglicher Geheimhaltung. Trotzdem beschwören sie damit den Neid des Erzprüfers Harris herauf, der überdies ein Auge auf die Farm des alten Benson geworfen hat und sich durch einen Trick dessen Unterschrift auf einem fingierten Kaufvertrag erschleicht.
Harris’ Plan sieht vor, Jake verschwinden zu lassen und sich dann mit dem falschen Kaufvertrag die Farm zu sichern. Er und sein Partner Cole nutzen die Gelegenheit, als Jake allein zum Claim reitet. Auf dem Rückweg fangen sie ihn ab und schießen auf ihn. Im Glauben, er sei tot, lassen sie Jake in der Wildnis zurück. Jakes Maultier brennt jedoch durch und läuft in die Stadt, wodurch Jerry auf den Vorfall aufmerksam wird. Er findet den angeschossenen Jake und bringt ihn nach Hause. Schon kurze Zeit später wenden sich Harris und Cole an Jerry, um die Farm in Besitz zu nehmen.
Jerry durchschaut den Plan. Als er in die Stadt reitet, um die Claims anzumelden, lenken Harris und Cole den Mordverdacht auf Jerry. Dieser wird verhaftet und soll am nächsten Morgen vor dem Richter angehört werden. Bensons Enkelin Betty informiert Jake darüber, der sich als Frau verkleidet in die Anhörung begibt. Dort gibt er sich schließlich als das vermeintliche Mordopfer zu erkennen und klärt die wahren Umstände auf. Harris und Cole können zunächst entkommen und mit einer motorisierten Draisine fliehen, werden letztlich aber von Jerry und Jake gestellt und in die Obhut des Sheriffs übergeben. Der Film endet mit den Hochzeitsvorbereitungen von Jerry und Betty.

## Sonstiges
In Deutschland wurde der Film unter den Titeln Lucky Texan und Lucky Texan in Gefahr als Zweiteiler auch im Rahmen der ZDF Western-Reihe Western von gestern gezeigt, die von Mai 1978 bis Juli 1986 ausgestrahlt wurde. Die Reihe besteht aus Western der 1930er und 1940er Jahre, bei denen die Filme in Episoden von jeweils 25 Minuten aufgeteilt oder entsprechend gekürzt wurden. Im Jahr 2006 entstand in den Basement-Orange-Studios in Hamburg eine komplette Deutsche Fassung. John Wayne wurde dabei von Martin Sabel gesprochen.